# علی بن عیسی جراح
ابوالحسن علی بن الحسن بن الجراح (245-335ق / 859-946 م)، معروف به ابن جراح. وزیر خلیفه عباسی المقتدر بالله. او امین و بزرگوار و پاکدامن بود و اهل علم را بسیار دوست می داشت. غالبا  روزه دار بود.نقل شده است که گفت: هفتصد هزار دینار به دست آوردم که ششصد و هشتاد هزار آن را در امور خیریه خرج کردم.